# کیمو تیمونن
کیمو تیمونن (فنلاندی: Kimmo Timonen؛ زادهٔ ۱۸ مارس ۱۹۷۵) بازیکن هاکی روی یخ اهل فنلاند بود.
از باشگاه‌هایی که در آن بازی کرده‌است می‌توان به فیلادلفیا فلایرز اشاره کرد.